# Chayekou
Chayekou (kinesiska: 茶业口镇, 茶业口) är en köping i Kina. Den ligger i provinsen Shandong, i den östra delen av landet, omkring 64 kilometer öster om provinshuvudstaden Jinan. Antalet invånare är 33 585. Befolkningen består av 16 616 kvinnor och 16 969 män. Barn under 15 år utgör 13,0 %, vuxna 15-64 år 74 %, och äldre över 65 år 11,0 %.
Genomsnittlig årsnederbörd är 840 millimeter. Den regnigaste månaden är juli, med i genomsnitt 284 mm nederbörd, och den torraste är januari, med 7 mm nederbörd.